# Donald Bubble Gum
Donald Bubble Gum – marka gumy do żucia, produkowanej przez holenderską firmę Maple Leaf B.V.
Do każdej gumy dołączona była historyjka obrazkowa z postaciami znanymi z kreskówek wytwórni The Walt Disney Company. Na historyjkach znalazły się oprócz Kaczora Donalda również Myszka Miki, Minnie, Daisy, jak również Goofy oraz Pluto.
Historyjki nie były numerowane.

## Systematyka i numeracja
Przy braku oficjalnej numeracji producenta świat kolekcjonerów obrazków z gum do żucia przyjął własną systematykę.
Serie dostępne powszechnie w Polsce:
- Seria licząca 108 sztuk (lata 70.) Donald ML (duży)
- Seria licząca 103 sztuki (lata 80.) Donald (mały).

Na przestrzeni lat i w różnych rejonach świata dostępne były także inne serie Donaldów
W większości występowały w nich te same przygody bohaterów bajek Disneya.